# 阻燃垃圾桶
阻燃垃圾桶是一種有阻燃效果的垃圾桶，一般是在垃圾桶使用的合成树脂或塑料中，加入一定比例的阻燃剂，便可提高塑料制品的阻燃性能，这样的垃圾桶能有效防止火苗的蔓延。广泛用于酒店、旅馆、ktv、办公室等等的公共场所。